# Satoshi Kon
Satoshi Kon (今 敏, Kon Satoshi, Sapporo, 12 oktober 1963 – Tokio, 24 augustus 2010) was een Japans filmregisseur, animator en mangaka. Hij was lid van het Japanese Animation Creators Association. Hij was een alumnus van de grafische vormgevingsafdeling van de Mushashino Kunstuniversiteit. Ook was hij de jongere broer van Tsuyoshi Kon, een gitarist en studiomuzikant.

## Biografie

### Jeugd
Satoshi Kon werd geboren op 12 oktober 1963 en ging naar school in Sapporo. Hij was er een klasgenoot van mangaka Seiho Takizawa. Hij droomde er toen al van om animator te worden. Zijn favoriete tekenfilms en manga waren Space Battleship Yamato (1974), Heidi (1974), Future Boy Conan (1978) en Mobile Suit Gundam, alsook Katsuhiro Otomo's Domu: A Child's Dream. Yasutaka Tsutsui vormde een inspiratiebron voor Kons tekeningen. Kon studeerde grafische vormgeving aan de Musashino Kunstuniversiteit en behaalde er zijn diploma in 1982. Tijdens zijn studentenperiode keek Kon veel buitenlandse films en las hij boeken van Yasutaka Tsutsui.

### Vroege carrière
Kort na zijn studententijd debuteerde Kon als mangaka met de manga Toriko (1984). Hij won er een prijs mee in de tiende jaarlijkse Tetsuya Chiba Wedstrijd van Kodansha's Young Magazine. Daarna ging hij aan de slag als Katsuhiro Otomo's assistent. In 1990 was hij mede verantwoordelijk voor de one-shot manga Kaikisen. In datzelfde jaar schreef hij het script voor Katsuhiro Otomo's live-action film World Apartment Horror. In 1991 werkte hij als animator en lay-outtekenaar voor de tekenfilm Roujin Z. Hij werkte ook mee aan Mamoru Oshii's Patlabor 2: The Movie. Daarna werkte hij samen met Oshii aan Seraphim: 266,613,336 Wings, welke in 1994 werd uitgegeven in Animage. In 1995 was Kon aan de slag als scriptschrijver, layouttekenaar en kunstregisseur voor de kortfilm Magnetic Rose. Deze film maakt deel uit van de Katsuhiro Otomo filmtrilogie Memories. Kons werk na deze film wordt gekarakteriseerd door het feit dat realiteit en fantasie door elkaar worden gehaald.

### Regie
In 1993 verzorgde Kon het script en de coproductie van de vijfde aflevering van de OVA JoJo's Bizarre Adventure. In 1997 begon Kon aan zijn debuutfilm als regisseur: Perfect Blue (gebaseerd op de gelijknamige roman van Yoshikazu Takeuchi). Dit was de eerste film van Kon die werd uitgebracht door Madhouse. Kon maakte heel wat aanpassingen aan het oorspronkelijke verhaal. Het scenario werd geschreven door Sadayuki Murai, die het thema van de vage grens tussen realiteit en verbeelding in het verhaal verwerkte.
Na Perfect Blue wilde Kon de roman Paprika van Yasutaka Tsutsui uit 1993 verwerken tot een film. Zijn plannen werden echter uitgesteld omdat het distributiebedrijf verantwoordelijk voor Perfect Blue (Rex Entertainment) failliet ging. In 2002 kende Kons tweede film Millennium Actress diens première. De film was een groot succes en won verscheidene prijzen. Het scenario was geschreven door Sadayuki Murai. Millennium Actress was de eerste Satoshi Kon film met muziek van Susumu Hirasawa. Kon was fan van deze componist.
In 2003 kondigde Kon zijn derde film aan: Tokyo Godfathers. Het scenario was van de hand van Keiko Nobumoto.
In 2004 volgde de anime Paranoia Agent, een televisiereeks van dertien afleveringen. Kon verwerkte een aantal tot dan ongebruikte verhaalideeën die hij te goed vond om weg te gooien in de reeks.
Na jaren plannen werd in 2006 de film Paprika aangekondigd. De film kende veel succes en won verscheidene prijzen.
Na Paprika werkte Kon samen met Mamoru Oshii en Makoto Shinkai om in 2007 de NHK-productie Ani*Kuri15. Kon creëerde er de kortfilm Ohayo voor. In datzelfde jaar hielp Kon met het oprichten van de Japan Animation Creators Association (JAniCA).

### Ziekte en dood
Na Ohayo begon Kon aan zijn volgende film: Dreaming Machine. In mei 2010 kreeg Kon te horen dat hij alvleesklierkanker had. Hij besloot het halve jaar dat hem nog restte thuis te spenderen. Vlak voor zijn dood schreef Kon een laatste boodschap, welke zijn familie op zijn blog plaatste na zijn dood. In dit bericht vertelde Kon dat hij ervoor gekozen had om het nieuws over zijn kanker niet publiek te maken. Dit was deels omdat hij zich schaamde over de ravage die de ziekte in zijn lichaam aanrichtte. Kon vertoonde ook geen symptomen tijdens publieke evenementen: de kanker werd terminaal slechts enkele maanden na de diagnose. Hierdoor werd het nieuws van zijn dood onthaald als een schokkende verrassing. Kon stierf op 24 augustus 2010. Hij was 46 jaar. Na zijn dood werd Kon vermeld in TIME. Darren Aronofsky schreef een eulogie, welke werd uitgegeven in Satoshi Kon's Animation Works. Dit was een Japans boek over Kon's animatiecarrière.
De film Dreaming Machine werd nooit afgewerkt. In 2013 werd aangekondigd dat de film toen niet afgewerkt kon worden vanwege budgetproblemen. In 2015 en 2016 meldde Madhouse dat de productie van de film doorging, maar dat ze nog een regisseur zochten die Kons kunsten kon evenaren.

## Invloeden
Satoshi Kons grootste inspirators waren Philip K. Dick en Yasutaka Tsutsui. Kon las en keek verscheidene anime en manga als kind, waaronder Space Battleship Yamato, Future Boy Conan, Galaxy Express 999 (1978), Mobile Suit Gundam en Domu: A Child's Dream. Westerse films speelden ook een grote rol in zijn oeuvre, waaronder George Roy Hills Slaughterhouse-Five, de film The City of Lost Children en Terry Gilliam's Time Bandits, Brazil en The Adventures of Baron Munchausen. Op zijn blog vermeldde hij dat hij naar Monty Python keek. Kon hield ook van Akira Kurosawa en refereerde aan hem in Paprika. Hij stelde echter niet erg bekend te zijn met Japanse films.

## Nalatenschap
Satoshi Kon beïnvloedde een aantal bekende regisseurs. Darren Aronofsky bevestigde dat er gelijkenissen te trekken vallen tussen films van zijn hand als Requiem for a Dream en Black Swan en Kons Perfect Blue. Hoewel Aronofsky ontkent dat hij inspiratie haalde bij Kon, kocht hij wel de rechten op voor Perfect Blue. De film waarvoor hij dit deed, werd nooit uitgebracht.

## Filmografie
| Jaar | Titel                     | Regisseur | Scenarist | Animator | Nota's |
| ---- | ------------------------- | --------- | --------- | -------- | --- |
| 1991 | World Apartment Horror    |           | Ja        |          | Langspeelfilm. Verhaal van Kon, later door hem verwerkt tot een gelijknamige manga.                                         |
| 1991 | Roujin Z                  |           |           | Ja       | Langspeelfilm. Achtergronden, layouts, en key animator.:16                                                                  |
| 1992 | Hashire Melos!            |           |           | Ja       | Langspeelfilm. Layouts en key animator.                                                                                     |
| 1993 | Patlabor 2                |           |           | Ja       | Langspeelfilm. Layouts. |
| 1994 | JoJo's Bizarre Adventure  | Ja        | Ja        | Ja       | OVA. Animator voor aflevering 9. Regisseur voor aflevering 12. Scenarist voor afleveringen 11, 12 en 13.                    |
| 1995 | Memories                  |           | Ja        | Ja       | Anthologiefilm. Scenarist, achtergronden en layouts voor Magnetic Rose.                                                     |
| 1997 | Perfect Blue              | Ja        | Ja        |          | Langspeelfilm. Regisseur, bewerking scenario.:122                                                                           |
| 1998 | Detatoko Princess         |           |           | Ja       | OVA. Key animator voor aflevering 2.                                                                                        |
| 1998 | Master Keaton             |           |           | Ja       | Televisiereeks. Key animator voor aflevering 15.                                                                            |
| 2000 | Jin-Roh: The Wolf Brigade |           | Ja        |          | Langspeelfilm. Verhaalopbouw, wordt niet vermeld in de credits op verzoek van regisseur Hiroyuki Okiura.                    |
| 2001 | Millennium Actress        | Ja        | Ja        |          | Langspeelfilm. Regisseur, scenarist en personage ontwerpen.:122                                                             |
| 2003 | Tokyo Godfathers          | Ja        | Ja        |          | Langspeelfilm. Regisseur en scenarist.:123                                                                                  |
| 2004 | Paranoia Agent            | Ja        |           |          | Televisiereeks. Regisseur, oorspronkelijk idee en storyboards voor de openingsanimatie en voor afleveringen 1, 9 en 13.:123 |
| 2006 | Paprika'                  | Ja        | Ja        |          | Langspeelfilm. Regisseur en scenarist.:124                                                                                  |
| 2008 | Good Morning              | Ja        | Ja        |          | Kortfilm. Deel van Ani*Kuri15                                                                                               |

### Manga
| Jaar      | Titel                                                    | Nota's |
| --------- | -------------------------------------------------------- | --- |
| 1984      | Toriko (虜)                                              | Mangadebuut, een doujinshi. Won de tweede plaats in de Tetsuya Chiba Prijs voor "Superieure nieuweling":14 |
| 1990      | Tropic of the Sea (海帰線)                               | Uitgegeven in Young Magazine van Kodansha.:15                                                              |
| 1990      | Akira                                                    | Onbenoemde assistent.:15                                                                                   |
| 1991      | World Apartment Horror (ワールド・アパートメントホラー)  | Verwerking van de gelijknamige film van Katsuhiro Otomo op basis van een scenario van Keiko Nobumoto.      |
| 1994      | Seraphim: 266613336 Wings (セラフィム 2億6661万3336の翼) | Een onafgewerkte samenwerking met Mamoru Oshii, uitgegeven van mei 1994 tot november 1995 in Animage.:17   |
| 1995–1996 | Opus                                                     | Onafgewerkte manga die tweemaandelijks werd uitgegeven in Comic Guys van 1995 tot 1996.                    |

### Andere literaire werken
| Jaar | Titel                                                                             | Uitgever               | ISBN           | Nota's                                                                                       |
| ---- | --------------------------------------------------------------------------------- | ---------------------- | -------------- | -------------------------------------------------------------------------------------------- |
| 2002 | Kon's Tone: The Road to "Millennium Actress" (コンズ・トーン: 「千年女優」への道) | Shobunsha Publications | 978-4794965462 | Biografisch werk over Kon's werk aan zijn tweede film.                                       |
| 2002 | Chiyoko: Millennial Actress (千年女優画報―『千年女優』ビジュアルブック)           | Kawade Shobo Shinsha   | 978-4309905112 | Kunstboek met interviews met de cast van de film, bevat illustraties van Madhouse animation. |
| 2003 | Tokyo Godfathers: Angel Book (東京ゴッドファーザーズ・エンジェルブック)           | Takarajimasha          | 978-4796636803 | Kunstboek met interviews met de cast van de film, bevat illustraties.                        |
| 2011 | The Anime Works of Satoshi Kon (今 敏アニメ全仕事)                                | G.B. Co. Ltd.          | 978-4901841948 | Retrospect, bevat interviews, personageontwerpen, etc.                                       |
| 2012 | Kon's Tone II                                                                     |                        |                | Verzameling essays en schetsen, waaronder zijn laatste boodschap.                            |
| 2015 | Perfect Blue Storyboard Collection (今敏 絵コンテ集 PERFECT BLUE)                 | Fukkan                 | 978-4835451411 | Storyboards voor Perfect Blue.                                                               |
| 2015 | Dream Fossil: The Complete Stories of Satoshi Kon                                 | Vertical Comics        | 978-1941220245 | Verzameling kortverhalen uitgegeven tussen 1984 en 1989. Bevat Toriko, Waira en Joyful Bell. |
| 2015 | The Art of Satoshi Kon                                                            | Dark Horse Comics      | 978-1616557416 | Kunstboek over Kon's carrière.                                                               |